# حسين خطيبي
حسين خطيبي (بالفارسية: حسین خطیبی) هو مدرب كرة قدم ولاعب كرة قدم إيراني في مركز الهجوم، ولد في 5 يناير 1975 في تبريز في إيران. شارك مع منتخب إيران تحت 23 سنة لكرة القدم ومنتخب إيران لكرة القدم. أما مع النوادي، فقد لعب مع نادي النصر ونادي باس طهران ونادي تراكتور سازي ونادي شهرداري تبريز ونادي ماشين سازي ونادي مشكي بوشان.

## وصلات خارجية
- حسين خطيبي على موقع قاعدة بيانات كرة القدم.إي يو (الإنجليزية)
- حسين خطيبي على موقع ناشيونال فوتبول تيمز (الإنجليزية)